# Placodoma ragonoti
Placodoma ragonoti is een vlinder uit de familie zakjesdragers (Psychidae). De wetenschappelijke naam van deze soort is voor het eerst geldig gepubliceerd in 1901 door Rebel.
De soort komt voor in Europa.